# 青森県道281号三厩停車場竜飛崎線
青森県道281号三厩停車場竜飛崎線（あおもりけんどう281ごう みんまやていしゃじょうたっぴざきせん）は、青森県東津軽郡外ヶ浜町を通る一般県道である。

## 概要

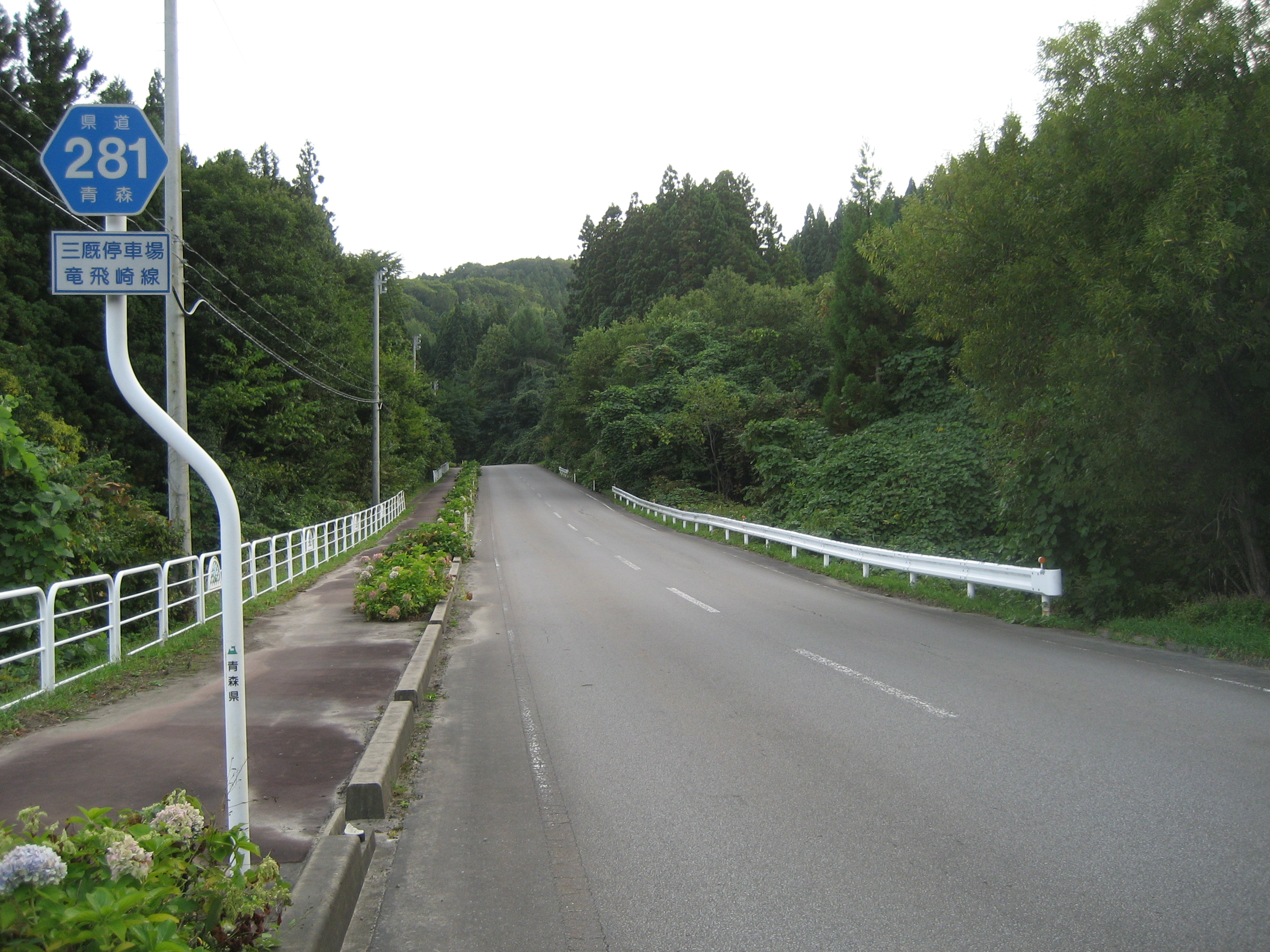
外ヶ浜町内

JR津軽線 三厩駅前から海岸線を通る国道339号にほぼ並行しながら国道よりも内陸部を通り、外ヶ浜町三厩梹榔の東北電力竜飛ウインドーパーク付近で国道339号に合流する。
国道339号は車両が通行できない階段国道があるため、国道339号の迂回ルートになっている。
7月下旬から8月上旬にかけて道路両脇にアジサイが一斉に咲く名所として知られ、「あじさいロード」の名がある。

### 路線データ
- 起点：三厩停車場[1]
- 終点：竜飛崎[1]

## 歴史
- 1995年（平成7年）4月1日 - 県道に認定される[1]。

## 路線状況

### 冬季閉鎖区間
- 外ヶ浜町元字鉄 - 外ヶ浜町三厩梹榔（国道339号交点）（11月下旬 - 4月下旬）

## 地理

### 交差する道路
- 青森県道230号三厩停車場線（起点）
- 青森県道286号三厩小泊線（東津軽郡外ヶ浜町三厩増川）
- 国道339号（終点）

### 沿線の施設
- JR津軽線 三厩駅
- 津軽海峡美術館
- 東風泊パーキング（やすらぎの駐車帯・冬季閉鎖区間内）
- 東北電力竜飛ウインドパーク